# サンフェルナンド・バレー

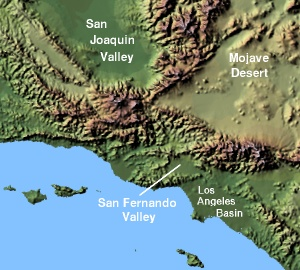
サン・フェルナンド・バレーの位置

サン・フェルナンド・バレー（San Fernando Valley）は、アメリカ合衆国・カリフォルニア州ロサンゼルス郡ロサンゼルス市街、ないしロサンゼルス市内ハリウッドの北北西近郊に位置する丘陵市街地。
行政上では、ロサンゼルス市の大部分、バーバンク市、映画スタジオユニバーサル・ピクチャーズが占める非法人地域ユニバーサル・シティなどで形成されている。通称・略称で「バレー」（英:バリー）と呼ばれている。

## 地理
サンガブリエル山脈の西側に位置している。ロサンゼルス川が流れる。周囲を山に囲まれた盆地であり、平地はロサンゼルス市域となっているが、外縁の山嶺に幾つかの独立した都市がある。人口順にグレンデール、バーバンク、サンフェルナンド、カラバサスなどである。

## 産業
主に映画産業のスタジオが林立している。一方、アメリカのポルノ産業、いわゆるアダルトビデオのスタジオも数多くあるのでポルノ産業の要地として知られている。